# Gottfried Moßler

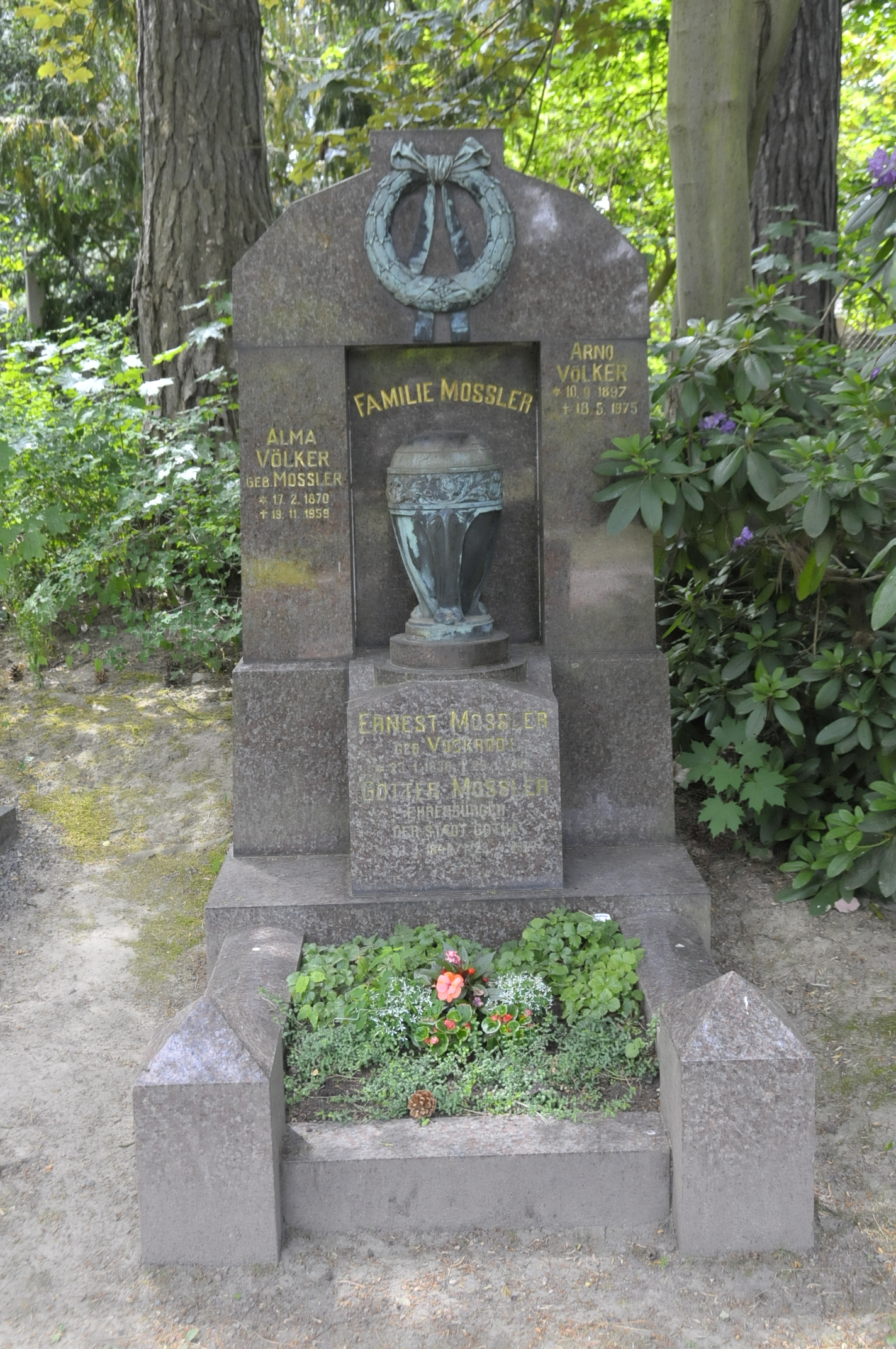

Gottfried „Gotter“ Mossler (* 23. Januar 1844 in Mühlhausen; † 23. April 1927 in Gotha) war ein deutscher Fabrikant und Kommunalpolitiker.

## Leben
Moßler siedelte schon als junger Mann nach Gotha über und betrieb seit 1870 in Gotha eine Töpferei. 1882 übernahm er eine Ofenfabrik und ging 1891, mit 47 Jahren, in den Ruhestand, um sich der Kommunalpolitik zu widmen. Bereits von 1876 bis 1888 hatte er sich in der Stadtverwaltung als Armenpfleger betätigt und war 1888 für drei Jahre Stadtverordneter geworden. 1891 wurde er als Senator Mitglied des Stadtrates, zuletzt als nebenamtlicher Beigeordneter, zeitweilig auch Standesbeamter.
Gottfried Moßler war von 1900 bis 1918 Abgeordneter des Gothaer Landtags und Vorsitzender der Schlachthauskommission. In den Jahren 1876 bis 1909 war er im Vorstand und von 1916 bis 1922 Vorsitzender des Gesangvereins „Liedertafel“ (Siehe auch Friedrich Adolf Wandersleb). Moßler war Mitglied der Deutschen Friedensgesellschaft und Ausschussmitglied an der Sparkasse für das ehemalige Herzogtum Gotha.
Im Jahre 1925 trat er, 81-jährig, aus dem öffentlichen Leben zurück und in den endgültigen Ruhestand.
Im Nachruf für den Ehrenbürger Gottfried Moßler heißt es:

„Mit Senator Gottfried Moßler ist ein Mann aus dem Leben geschieden, der über ein halbes Jahrhundert, seit dem Jahre 1876, mit unermüdlichem Fleiß, strenger Gewissenhaftigkeit und umsichtigem Streben seine große Arbeitskraft in ehrenamtlicher Tätigkeit der Stadt Gotha zur Verfügung gestellt hat.“

## Ehrungen
- Die Stadt ehrte ihn am 20. Februar 1916 mit der Umbenennung der damaligen Dammstraße in Moßlerstraße.
- 1925 wurde Mossler auf Beschluss des Stadtrates vom 5. Mai Ehrenbürger von Gotha.

## Anmerkung
1. ↑  Die Schreibweise mit ß wurde den Quellen entnommen, obwohl der Name auf dem Grabstein mit zwei s geschrieben ist. Der Rufname „Gotter“ ist auf dem Grabstein eingraviert.